# Val-de-Vie
Val-de-Vie – gmina we Francji, w regionie Normandia, w departamencie Calvados. 1 stycznia 2016 roku połączono cztery wcześniejsze gminy: La Brévière, La Chapelle-Haute-Grue, Sainte-Foy-de-Montgommery oraz Saint-Germain-de-Montgommery. Siedzibą gminy została miejscowość Sainte-Foy-de-Montgommery. W 2013 roku populacja wyżej wymienionych gmin wynosiła 537 mieszkańców.